# Caliscelis orientalis
Caliscelis orientalis är en insektsart som beskrevs av Ouchi 1940. Caliscelis orientalis ingår i släktet Caliscelis och familjen Caliscelidae. Inga underarter finns listade i Catalogue of Life.